# Шеннон Лусід
Шеннон Матильда Веллс Лусід (англ. Shannon Matilda Wells Lucid; нар. 14 січня 1943, Шанхай, Китай) — американська жінка-астронавт і біохімік. Зробила 5 космічних польотів, включаючи рекордний для жінок політ на станції «Мир» тривалістю 188 діб (березень — вересень 1996). За цей політ нагороджена найвищою нагородою для астронавтів — Космічна медаль пошани Конгресу (єдина жінка, нагороджена прижиттєво). Їй також належать послідовні три світових рекорди: перша жінка, що здійснила 3-й, 4-й і потім 5-й політ. Останній рекорд дійсний понині, ще п'ять астронавток його повторили, але жодна поки не перевершила.

## Біографія
Лусід народилася в м. Шанхай, Китай, в сім'ї американських місіонерів-баптистів. Її батьки (Оскар і Міртл Уеллс) родом з м. Бетані, Оклахома. У дитинстві була інтернована з ними в японському таборі. Лусід вчилася в Університеті Оклахоми, де отримала ступінь з біохімії (Ph.D., biochemistry) в 1973 році.
Одружена Майклом Ф. Лусідом (Індіанаполіс), у них дві дочки і син, а також 5 онучок.

## Кар'єра в НАСА

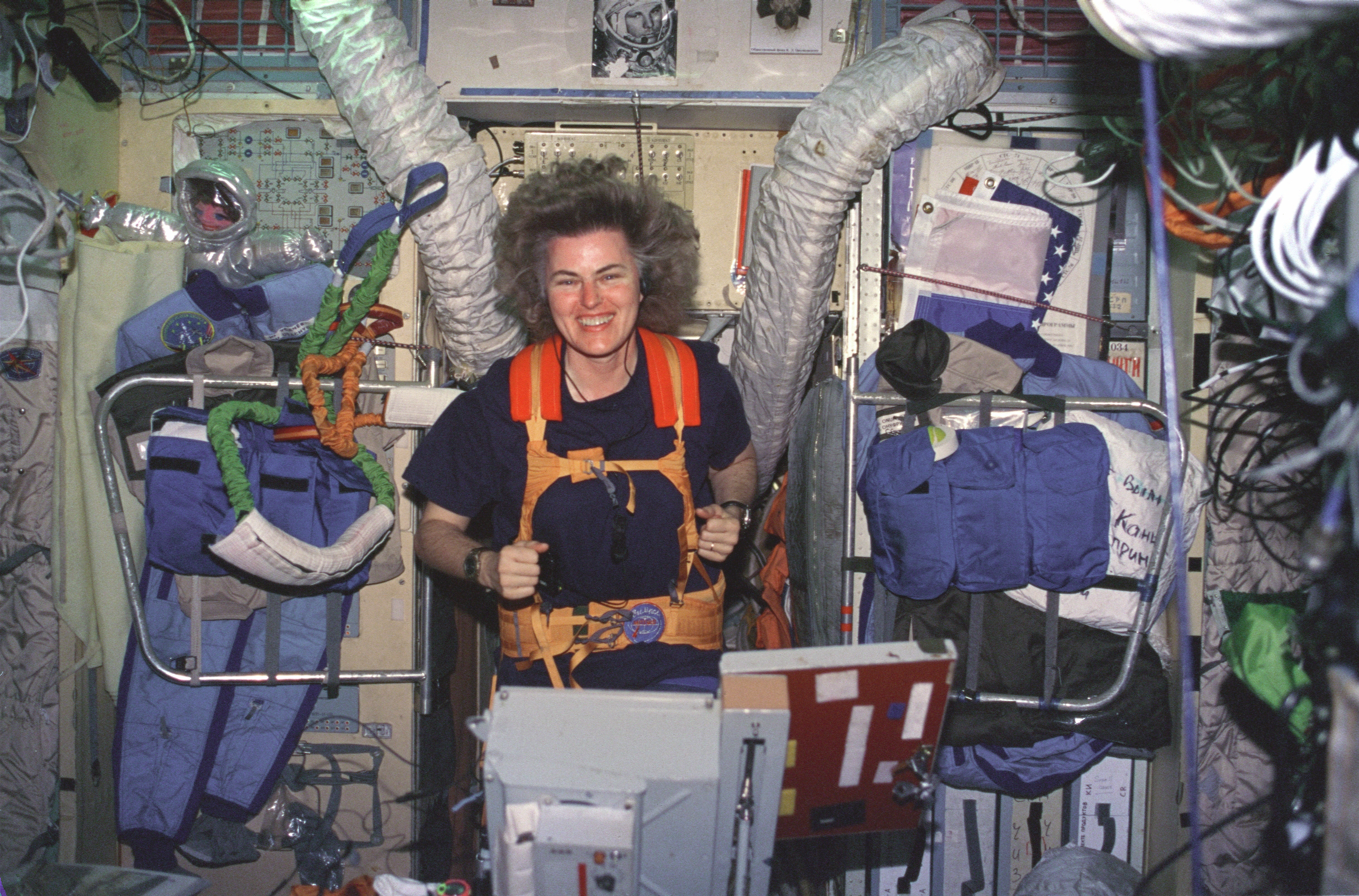

У 1978 році відібрана в загін астронавтів НАСА. Вона була єдиною з 6 кандидатів-жінок, хто на той момент був матір'ю.
У 2002—2003 рр. служила керівником наукового підрозділу НАСА. Пізніше була спеціалістом з CAPCOM (capsule communicator, відповідальний на Землі астронавт, який по прямому зв'язку дає термінові консультації орбітальної команді у необхідних випадках) у місії STS-114 в 2005, STS-116 2006, STS-118 і STS-120 в 2007, STS-122, STS-124 і STS-126 2008, STS-125 і STS-127 в 2009 роках.
Покинула НАСА в 2012 році.

## Космічні польоти
- У 1985 році здійснила свій перший космічний політ на шатлі «Діскавері» за програмою STS-51G. Потім літала в ролі спеціаліста місії STS-34 в 1989 році, STS-43 в 1991 році і STS-58 в 1993 році.
- У 1996 році здійснила рекордний за тривалістю для жінок політ на станцію «Мир» (188 діб, у тому числі 179 днів на борту російської станції). Політ на неї здійснювався на кораблі «Атлантіс» під час рейсів STS-76 і STS-79. За цей час провела численні медичні та фізичні експерименти. Її рекорд був побитий тільки 16 червня 2007 року під час польоту астронавтки Суніти Вільямс на МКС.[5][6][7]
- Час у польоті по кожній місії:

| Місія      | Дата                         | Час польоту  | Вихід в космос |
| ---------- | ---------------------------- | ------------ | -------------- |
| STS-51G    | 17 — 24 червня 1985          | 169: 38: 52  | 0: 00: 00      |
| STS-34     | 18 — 23 жовтня 1989          | 119: 39: 21  | 0: 00: 00      |
| STS-43     | 2 — 11 серпня 1991           | 213: 21: 25  | 0: 00: 00      |
| STS-58     | 18 жовтня — 1 листопада 1993 | 336: 12: 32  | 0: 00: 00      |
| Мир NASA-1 | 22 березня — 26 вересня 1996 | 4516: 00: 14 | 0: 00: 00      |
| Всього     | Всього                       | 5354: 52: 24 | 0: 00: 00      |

| Емблеми місій: |

## Нагороди
- Космічна медаль пошани Конгресу (англ.  Congressional Space Medal of Honor) у грудні 1996 року, ставши 10-ю людиною і 1-ю жінкою, удостоєною цієї нагороди.
- Введена в Зал Слави жінок Оклахоми (англ.  Oklahoma women's Hall of Fame) в 1993 році.[8]
- Медаль «За заслуги в освоєнні космосу» (12 квітня 2011 року) — за великий внесок у розвиток міжнародного співробітництва в галузі пілотованої космонавтики[9]

## Факти
У 2005 році знялася камео у фільмі «Далека синя вись».